# Средно училище „Св. св. Кирил и Методий“ (Смядово)
Средно училище „Св. св. Кирил и Методий“ е единственото средно училище на територията на община Смядово.
Разположено е в град Смядово, на адрес: ул. „Черноризец Храбър“ № 16. През учебната 2018/2019 г. в него се обучават 380 ученици от І до ХІІ клас. Паралелките от VІІІ до ХІІ клас са профилирани, с профил „Природни науки“. В училището се изучава засилено математика, информационни технологии, биология, английски и руски език. Директор на училището е Марияна Живкова Йорданова.
Много от учениците в начална и прогимназиална степен са от град Смядово, а по-голямата част от учениците в ІХ и ХІІ клас пътуват от съседните села – Риш, Янково и Веселиново.

## Материална база
Училището разполага с 3 компютърни кабинета, кабинети по химия, физика и биология, библиотека с богат библиотечен фонд, неограничен достъп до интернет, новооборудвани класни стаи, столова, кабинет по чуждоезиково обучение (оборудван по най-нов и съвременен начин – с наличие на компютри, интернет, телевизор, DVD, учебна литература).